# Oleksandr Iakymenko
Pour les articles homonymes, voir Yakymenko.
Oleksandr Iakymenko (en ukrainien Олександр Никифорович Якименко, Oleksandr Nykyforovytch Iakymenko ; en russe Александр Никифорович Якименко, Aleksandr Nikiforovitch Iakimenko), né en 1921 et mort en 2004, est un avocat et président de la Cour suprême d'Ukraine.
Il fut commissaire politique pendant la Grande guerre patriotique (la Seconde guerre mondiale) et blessé à la bataille de Stalingrad. Il est diplômé de l'Académie des sciences d'Ukraine.
De 1970 à 1993, il préside la Cour suprême ;  de 1976 à 1981 membre de la Commission d'audit du Parti communiste d'Ukraine et député du Soviet suprême de la RSS d'Ukraine des 8e et 11e convocations.